# Labeo coubie
Labeo coubie, engl. African Carp, ist ein Karpfenfisch aus Afrika. Innerhalb der Gattung Labeo ist sie die am häufigsten vorkommende Art.

## Vorkommen
Labeo coubie ist im tropischen Afrika zwischen den Breitengraden 6°N–6°S weit verbreitet. Sie lebt vom Senegal bis Äthiopien. Die Spezies kommt im Flusssystem des Nils (auch Blauer Nil, Albertsee) bis in den Unterlauf des Flusses in Ägypten, vornehmlich in Westafrika im Tschad, im Niger, Benin River, im Volta, Gambia River, den Flüssen Senegals, dem Cross River und diversen Küstenflüssen Kameruns vor. Weiterhin tritt die Art in Ostafrika und im Mittellauf des Kongo vom Stanley Pool bis Kisangani  auf. Sie wird auch im Sambesi vermutet, was jedoch nicht bestätigt ist.

## Beschreibung
Labeo coubie erreicht eine maximale Standardlänge von 75 Zentimeter und ein Gewicht von fünf Kilogramm. Der größte gefangene Fisch wog sieben Kilogramm bei einer Länge von 80 Zentimetern und wurde 2004 in Kamerun gefangen. Das Maul ist unterständig mit gut ausgebildeten Lippen die einen Saugmund um die Kiefern bilden und an der inneren Oberfläche 4 bis 10 Querfalten oder -rippen haben, Die Barteln an der Schnauze sind nur schwach ausgebildet.
Der Körper ist von düster dunkler Farbe. Rüppell beschrieb den Kopf und die obere Hälfte der Kiemendeckel als meergrün, die Kehle und den Bauch als grünlich weiß. Alle Schuppen beschrieb er als an der Basis lazurblau bei lebenden und dunkelgrün bei toten Tieren, vom freien Rand aus geht die Farbe in einen schillernden Messington (tombak) über. Alle Flossen beschrieb er als schmutzig graublau, die Iris (Auge) als braun mit gelbem Ring und die Pupille.
- Flossenformel: Dorsale 15–19, Anale 8–11[2]

## Lebensweise
Labeo coubie zeigt eine benthopelagische Lebensweise und zur Laichzeit ein Wanderverhalten. Die Fische leben überwiegend in Flüssen oder in geschützten Buchten in Seen. Sie suchen ihre Nahrung überwiegend am Gewässergrund und ernähren sich von abgestorbenem organischen Material, Pflanzenresten und Algen. Die Laichzeit ist im Frühling bis zum Sommer.

## Gefährdungssituation
Labeo coubie gilt in Zentral- und Westafrika als weit verbreitet und derzeit nicht als gefährdet. Aufgrund fehlender Daten bezüglich Artverbreitung, Populationsgröße und Bedrohungen wurde die Spezies in Ost- und Nordostafrika als „Data Deficient“ eingestuft. Im nördlichen Afrika gilt sie als bedroht. Ihr Bestand wird durch hohen Befischungsdruck, Wasserverschmutzung (landwirtschaftliche Biozide, Haus- und Industrieabwässer), Bau von Staudämmen, Grundwasserabsenkung und Dürre bedroht.

## Wirtschaftliche Bedeutung
Labeo coubie ist in vor allem in Westafrika eine wichtige Speisefischart und wird in Teichen gehalten. Die Fischart ist bekannt für ihren leicht süßlichen Geschmack mit nutritiv wertvollem Proteinmuster. Die Qualität des Fleisches variieren im Jahresverlauf je nach Fangmonat.